# Phlogiellus aper
Phlogiellus aper é uma espécie de aranha pertencente à família Theraphosidae (tarântulas).